# Prospero Caterini
Prospero Caterini (Onano, 15 de outubro de 1795 - Roma, 28 de outubro de 1881) foi um cardeal italiano.

## Biografia
Próspero Caterini nasceu em Onano, diocese de Acquapendente  na região do Lácio nos então Estados Pontifícios. Seus pais eram Francesco Caterini e Maria Domenica Pacelli ambos de famílias nobres. A tia paterna de Próspero, Maria Antonia Caterini era casada com outro Pacelli, Gaetano Pacelli, tornando Próspero Caterini um parente da família Pacelli tanto por parte de mãe quanto por parte de pai. Maria Antonia Caterini e Gaetano Pacelli eram os pais de Marcantonio Pacelli, que serviu como ministro das Finanças do Papa Gregório XVI e vice-ministro do Interior do Papa Pio IX de 1851 a 1870 e também fundou o jornal L'Osservatore Romano em 20 de julho de 1860.  Em 1939, Eugenio Pacelli, um dos netos de Marcantonio, foi eleito para o papado como Papa Pio XII.
Os próprios Caterini traçaram sua nobreza para a família Cattanei ou Cattaneo, especificamente para Gualdo Cattaneo cuja família eram os Condes de Aversa em 1520. O nome "Caterini" foi tomado devido à devoção da família a Santa Catarina de Alexandria. Aqueles com o sobrenome Caterini mais tarde se tornaram parte da nobreza de Nocera Umbra, Acquapendente e Onano.
Perto da Grotte di Castro, nas proximidades do Lago Bolsena, a família Caterini tinha um castelo, o Castelo de Santa Cristina onde o jovem seminarista Eugenio Pacelli, futuro Papa Pio XII, passaria suas férias na companhia das famílias Pacelli-Caterini.
Prospero Caterini completou seus estudos em Roma. Nenhuma informação foi encontrada sobre sua história de ordenação. Foi secretário substituto da Sagrada Congregação Consistorial e mais tarde foi secretário da Sagrada Congregação de Estudos. De 1 de março de 1841 a 28 de novembro de 1845, foi Auditor Santissimi. Foi cônego da Basílica de São Pedro e tornou-se Assessor da Sagrada Congregação da Inquisição.
O Papa Pio IX o criou cardeal em 7 de março de 1853 e três dias depois, em 10 de março, o novo cardeal recebeu o chapéu vermelho e o título de Cardeal-Diácono de Santa Maria della Scala. Tornou-se Cardeal-Protodiácono em 6 de novembro de 1876 após a morte do atual protodiácono Cardeal Giacomo Antonelli. Em 18 de dezembro de 1876, ele optou e recebeu o título de Cardeal-Diácono de Santa Maria na Via Lata, anteriormente ocupado pelo falecido Cardeal Antonelli, mantendo em comenda o título de diácono de Santa Maria della Scala. Em 21 de dezembro de 1876, tornou-se secretário da Inquisição.
Prospero Caterini participou como cardeal-eleitor no conclave de 1878. Como protodiácono, anunciou no final do conclave a eleição do cardeal Gioacchino Pecci como Papa Leão XIII. Devido à doença, no entanto, ele não pôde coroar o novo papa em sua coroação papal, a honra foi para o cardeal Teodolfo Mertel. 
Faleceu em 28 de outubro de 1881 e após o velório realizado em sua diaconia, foi sepultado na capela da confraria do Preciosíssimo Sangue no cemitério Campo di Verano, em Roma.